# Andrea Mantelli
Andrea Mantelli (Merano, 9 luglio 1946) è un fumettista, scrittore e editore italiano.
Ha realizzato le sceneggiature della seconda serie di Larry Yuma, fumetto creato da Carlo Boscarato.

## Biografia
Nel 1977 sceneggia la prima storia disegnata da Milo Manara per il Corriere dei ragazzi, La rivincita della Morte.
Negli anni ottanta, Andrea Mantelli, con lo Studio Smack cura la pubblicazione di alcune riviste a fumetti dedicate a Mazinga Z (un quindicinale, un settimanale e un mensile). Nello stesso periodo, è il direttore del settimanale La banda TV che uscirà per trenta numeri di vita (dal 13 marzo 1980 al 17 ottobre 1980) portando in edicola con le storie (apocrife) di molti dei personaggi dei cartoni animati giapponesi che all'epoca spopolavano in televisione, quali Mazinga Z, Jeeg Robot, L'ape Magà, Judo boy, Temple e Tam-Tam, Daitarn 3, Tekkaman, Pinocchio, Ryu il ragazzo delle caverne, L'ape Maia, Ken Falco, Charlotte, Guerre fra galassie, Gaiking, The Monkey e Kum Kum il cavernicolo.
Nei primi anni novanta, con i disegni di Paolo Ongaro, ha scritto i testi degli episodi della seconda breve serie di Larry Yuma, personaggio storico de Il Giornalino ideato da Carlo Boscarato. Per la collana AureaComix ha scritto negli anni duemila due storie de L'angelo di Venezia, su disegni di Paolo Ongaro.
Ha collaborato anche con Sergio Bonelli Editore, sceneggiando negli anni sessanta alcuni albi della Collana Rodeo e quattro albi di Mister No (due nel 1977 con Guido Nolitta e due nel 2005 con Luigi Mignacco).